# Кршка Вас (Брежице)
Кршка Вас (словен. Krška vas) — поселення в общині Брежиці, Споднєпосавський регіон, Словенія. Висота над рівнем моря: 146,8 м.